# Vogler Peak
Vogler Peak är en bergstopp i Antarktis. Den ligger i Östantarktis. Nya Zeeland gör anspråk på området. Toppen på Vogler Peak är 2 050 meter över havet.
Terrängen runt Vogler Peak är kuperad åt nordväst, men åt sydost är den bergig. Trakten är obefolkad. Det finns inga samhällen i närheten. 